# Kha Khiết
Kha Khiết (giản thể: 柯洁; phồn thể: 柯潔; bính âm: Kē Jié; sinh ngày 2 tháng 8 năm 1997) là một kỳ thủ cờ vây chuyên nghiệp 9 dan người Trung Quốc. Tính đến ngày 2 tháng 6 năm 2017, anh hiện đang xếp vị trí số 1 thế giới theo hệ thống xếp hạng của Hiệp hội cờ vây Trung Quốc, Hiệp hội cờ vây Hàn Quốc, Hiệp hội cờ vây Nhật Bản  và hệ thống của Rémi Coulom. Anh đã liên tiếp nắm giữ vị trí số 1 thế giới từ cuối năm 2014 cho tới nay.

## Thành tích
- 2007: Vô địch giải trẻ toàn Trung Quốc
- 2008: Vô địch giải trẻ toàn thế giới

## Lịch sử thăng hạng
- 7/2008: 1-dan
- 7/2010: 2-dan
- 7/2011: 3-dan
- 7/2012: 4-dan
- 2015: 9-dan (vượt cấp nhờ thắng giải Bailing Cup)